# Constance Towers
Constance Mary Towers (nacida el 20 de mayo de 1933) es una actriz y cantante estadounidense de cine, teatro y televisión. Saltó a la fama por sus apariciones en varias películas convencionales de los años cincuenta antes de pasar al teatro, donde protagonizó numerosas producciones de Broadway hasta los años setenta. Ha sido nominada dos veces a los premios Emmy.
A partir de 1965, Towers se embarcó en una carrera teatral, debutando en Broadway en el musical Anya, junto con Lillian Gish, a la que siguió una producción de 1966 de Show Boat en el Lincoln Center. Towers actuó en otras cuatro producciones de Broadway en la década de 1970, sobre todo como Anna en The King and I en 1977 y 1978. Su carrera posterior se ha basado en gran medida en la televisión, con papeles como la matriarca Clarissa McCandless en el drama diurno Capitol de 1982 a 1987, y la villana Helena Cassadine en General Hospital, que empezó a interpretar en 1997.

## Primeros años
Towers nació el 20 de mayo de 1933 en Whitefish, Montana, una de las dos hijas nacida de Ardath L. (née Reynolds) y Harry J. Towers, un farmacéutico. Su madre, originaria de Nebraska, era de ascendencia irlandesa, mientras que su padre era un irlandés de Dublín que emigró a Estados Unidos a través de Filadelfia. Durante su infancia, la familia de Towers se trasladó por todo el oeste de Montana, viviendo en Whitefish, Missoula y Kalispell, así como en Moscow, Idaho.
En 1940, cuando Towers estaba en primer grado, fue descubierta por unos cazatalentos que visitaban Montana en busca de niños actores para programas de radio. Posteriormente, la familia de Towers se trasladó a Seattle, Washington, y empezó a trabajar como actriz de radio infantil en programas del noroeste del Pacífico durante los tres años siguientes. Según su página web oficial, a los 11 años le ofrecieron un contrato con Paramount Pictures, pero sus padres rechazaron la oferta. A los 12 años, trabajó en un pequeño cine de su ciudad natal, Whitefish.
En su adolescencia, su familia se trasladó a Nueva York después de que su padre aceptara un trabajo allí como vicepresidente ejecutivo de una empresa farmacéutica. Allí asistió a la Escuela Juilliard, donde estudió música, y American Academy of Dramatic Arts. Estudió canto con la conocida profesora de canto Beverley Peck Johnson.

## Carrera

### 1955–1964: Primeros trabajos cinematográficos

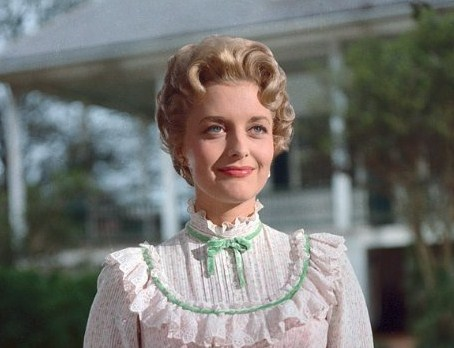
Towers en The Horse Soldiers (1959)

Mientras estudiaba en Juilliard, Towers fue descubierto por un agente cinematográfico. "Tuve mucha suerte", recuerda Towers. "Un agente me vio y creyó en mí y estábamos paseando por la Quinta Avenida y el gerente del St. Regis Hotel me preguntó si podía cantar. Mi agente le dijo que sí y me preguntó si podía estrenar en tres semanas. Me aprendí una serie de canciones, me puse un vestido, canté para los críticos y obtuve buenas críticas. Esa noche me vio un hombre de casting de Columbia Pictures y me llevó en avión a Los Ángeles para reunirme con Harry Cohn, presidente de Columbia. Me hicieron leer con Jack Lemmon y luego me firmaron un contrato".
Towers debutó en el cine con un papel secundario en la película Bring Your Smile Along (1955), a la que siguió un papel secundario en el thriller policíaco Over-Exposed (1956). Medía 5 pies 9 pulgadas (1,75 m), Al principio, Towers tuvo dificultades para conseguir papeles protagonistas debido a su estatura. En 1958, fue elegida para su primer papel protagonista como Hannah Hunter en la película de John Ford sobre la Guerra Civil The Horse Soldiers (1959) junto a John Wayne y William Holden. Al año siguiente, apareció en la siguiente película de Ford, Sergeant Rutledge (1960), un western policíaco de temática racial.

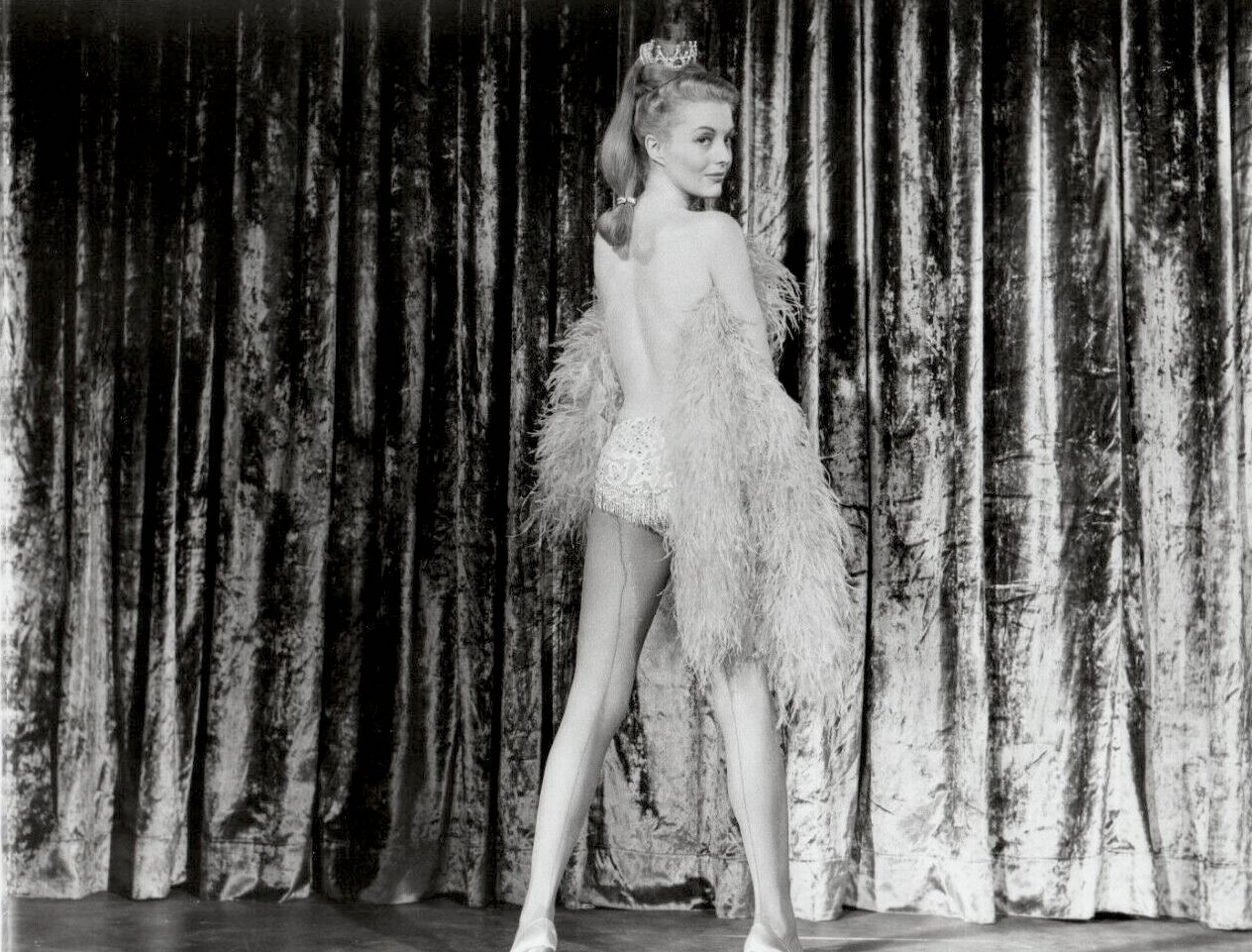
Towers en Shock Corridor (1963)

En 1963, Towers obtuvo un papel secundario en el thriller de Samuel Fuller Shock Corridor (1963), que narra la historia de un periodista que se interna en un hospital psiquiátrico para resolver un asesinato. Su papel de stripper en la película fue descrito por The New York Times como "duro, impulsivo y realista". Para prepararse para el papel, Towers pasó un tiempo en clubes de bailes exóticos de Los Ángeles.
Fuller volvió a contratar a Towers para un papel protagonista en su siguiente película The Naked Kiss (1964), otro thriller escabroso y duro, en el que interpreta a una prostituta enloquecida que intenta asimilarse en los suburbios después de haber maltratado a su proxeneta. Eugene Archer de The New York Times comentó: "Por muy absurda que sea la trama, el Sr. Fuller la ha filmado con habilidad y ha conseguido una interpretación muy divertida de Miss Towers. Entre su elegante manejo de las tonterías sensacionales y el turbio titubeo de Mr. Marton en torno a un tema serio, la pequeña y salvaje película de Mr. Fuller tiene una decidida ventaja".
Ese mismo año, Towers apareció en el thriller Fate Is the Hunter, que narra la investigación de un accidente aéreo. También trabajó como modelo para el Heart Fund Benefit en un desfile de moda celebrado en Reno, Nevada. Entre 1961 y 1965, tuvo cinco papeles como invitada en la serie Perry Mason; en sus dos primeras apariciones, Jonny Baker en  "The Case of the Missing Melody" (1961) y Esther Metcalfe en "The Case of the Prankish Professor" (1963).

### 1965–1990: Carrera teatral

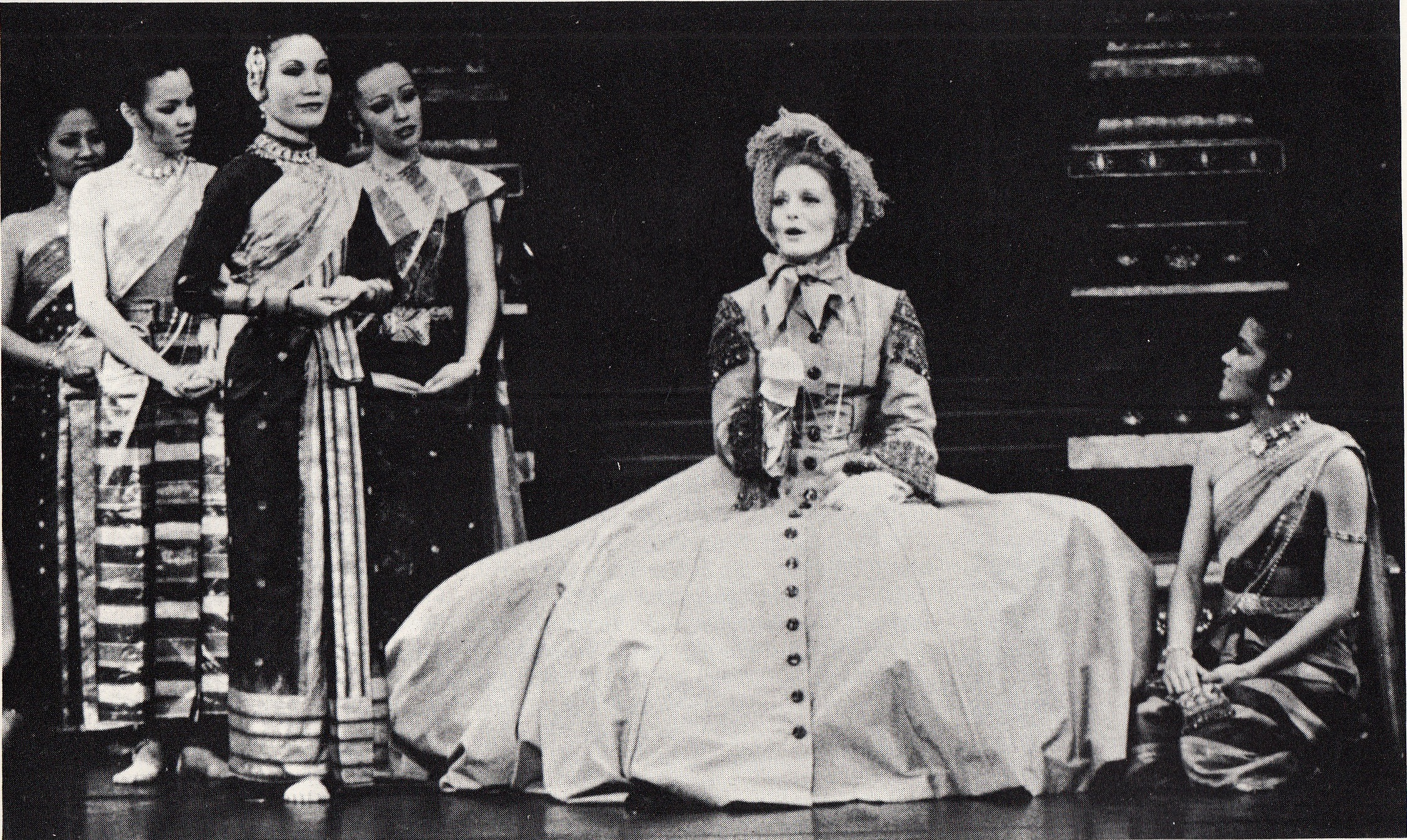
Towers en la producción de Broadway The King and I, 1977

Tras varios papeles en cine, televisión y teatro (incluida una gira por la Costa Oeste de Guys and Dolls), Towers debutó en Broadway interpretando el papel principal en Anya, un musical de corta duración de 1965.
Towers apareció como Julie en una producción de 1966 de Show Boat en el Lincoln Center. También protagonizó Carousel en 1966 y The Sound of Music en 1967, que repetiría en 1970, 1971 y 1980 en el Jones Beach Theater de Long Island, Nueva York.
Interpretó brevemente a Anna Leonowens en 1968, y más tarde actuó junto a Yul Brynner en una larga reposición de The King and I en gira y luego en Broadway (1976–1978). Clive Barnes elogió a Towers en el papel, y el escritor teatral John Kenrick califico de "genial" su actuación en el álbum de reparto de 1977.
En 1995, interpretó el papel de Phyllis en la obra de Stephen Sondheim Follies.
Desde mediados de los sesenta hasta los noventa, la carrera de Towers se centró principalmente en el teatro, aunque ocasionalmente apareció en películas. Protagonizó la película para televisión de 1974 Once in Her Life, que le valió una nominación a los Premios Emmy como mejor actriz en un programa especial. También apareció en televisión, interpretando a Marian Hiller, la esposa del Dr. Sanford Hiller en Love is a Many Splendored Thing (1971–72).
Tuvo un papel estelar como la noble viuda Clarissa McCandless en Capitol (1982–87, toda la serie), rivalizando con la intrigante matriarca Myrna Clegg (Carolyn Jones, Marla Adams, Marj Dusay) en su intento de ver a su hijo triunfar en la política y en el amor duradero del poderoso senador Mark Denning (Ed Nelson). En un episodio memorable, Paula (Julie Adams), la esposa de Mark, enfermo mental, le dispara y más tarde descubre que su marido Baxter (Ron Harper) sigue vivo. Por este papel, recibió una nominación del Soap Opera Digest a la mejor actriz de reparto.

### 1991–presente: Televisión, General Hospital

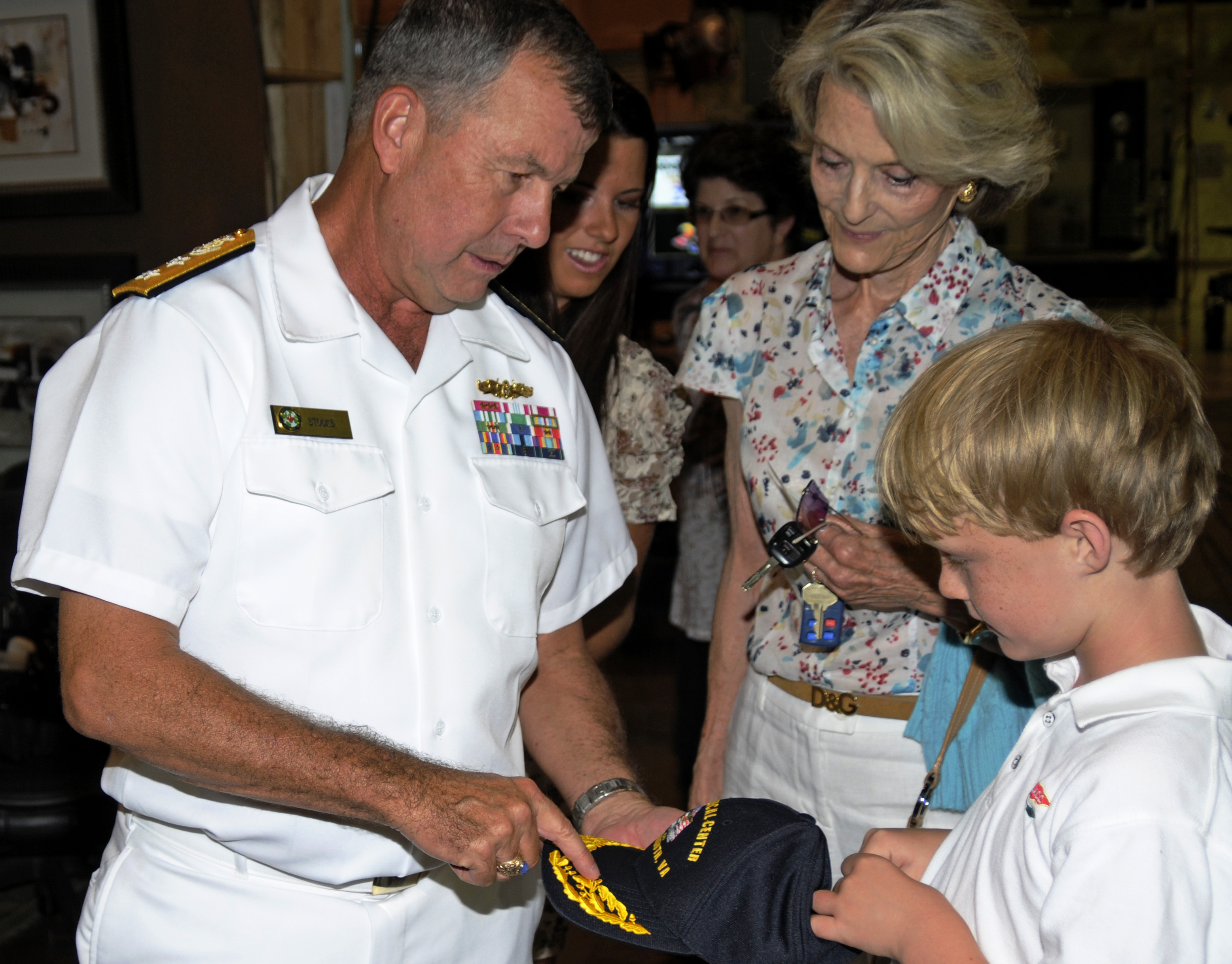
Towers durante una visita al plató de la serie de televisión General Hospital en el marco de las Navy Week de Los Ángeles de 2011

Towers tuvo un papel secundario en la película The Next Karate Kid (1994) y apareció en televisión como la antigua secretaria de John Abbott, Audrey North, en The Young and the Restless (1996). Más tarde interpretó a Madame Julianna Deschanel en Sunset Beach (1997). En 1998, Towers tuvo papeles secundarios en la película de terror The Relic (1998), y en el thriller  A Perfect Murder (1998), interpretando a la madre del personaje de Gwyneth Paltrow.
El papel más conocido de Towers en una telenovela es el de la villana Helena Cassadine en General Hospital. Comenzó a interpretar a Helena a finales de 1997, hasta la muerte del personaje en 2015; Towers hizo apariciones adicionales en pantalla en 2016, 2017, 2019 y, más recientemente, en febrero de 2020. En octubre de 2020, Towers retomó brevemente el papel de Helena en un cameo fuera de la pantalla; Helena fue escuchada a través de una llamada telefónica.
Towers actuó como estrella invitada en el episodio de Star Trek: Deep Space Nine The Forsaken en 1993. También apareció en Designing Women, Frasier, Baywatch, y The Fresh Prince of Bel-Air.Otros papeles en televisión incluyen State Trooper, Hawaii Five-O, The Rockford Files, L.A. Law, The 4400, and Cold Case.
En 2008, Towers protagonizó la reposición en Los Ángeles de la producción de Arthur Allan Seidelman Six Dance Lessons in Six Weeks; la obra se estrenó en el Geffen Playhouse en 2001 con Uta Hagen y David Hyde Pierce en los dos papeles.

## Vida personal
Towers estuvo casada con Eugene McGrath desde 1959 hasta su divorcio en 1966. En 1974, se casó con el actor y ex embajador en México John Gavin. Tiene dos hijos de su primer matrimonio. También tiene dos hijastros de su matrimonio con Gavin. Gavin murió el 9 de febrero de 2018, a los 86 años.
Towers es presidenta de la junta directiva del  Blue Ribbon del Centro de Música de Los Ángeles.

## Filmografía

### Cine
| Año  | Título                  | Personaje                        | Director               | Notas                                                                      | Ref.   |
| ---- | ----------------------- | -------------------------------- | ---------------------- | -------------------------------------------------------------------------- | ------ |
| 1955 | Bring Your Smile Along  | Nancy Willows                    | Blake Edwards          |                                                                            |        |
| 1956 | Over-Exposed            | Shirley Thomas                   | Lewis Seiler           |                                                                            |        |
| 1959 | The Horse Soldiers      | Miss Hannah Hunter of Greenbriar | John Ford              |                                                                            |        |
| 1960 | Sergeant Rutledge       | Mary Beecher                     | John Ford              |                                                                            |        |
| 1963 | Shock Corridor          | Cathy                            | Samuel Fuller          |                                                                            |        |
| 1964 | Fate Is the Hunter      | Peg Burke                        | Ralph Nelson           |                                                                            |        |
| 1964 | The Naked Kiss          | Kelly                            | Samuel Fuller          |                                                                            |        |
| 1974 | Once in Her Life        | Joan Baldwin                     | Peter Levin            | Telefilme Nominada – Premio Emmy a la mejor actriz de un programa especial | [ 28 ] |
| 1985 | Fast Forward            | Jessie Granger                   | Sidney Poitier         |                                                                            |        |
| 1985 | Sylvester               | Muffy                            | Tim Hunter             |                                                                            |        |
| 1991 | Memories of Midnight    | Sister Larissa                   | Gary Nelson            | Telefilme                                                                  |        |
| 1992 | The Nutt House          | Mrs. Henderson                   | Adam Rifkin            |                                                                            |        |
| 1992 | The Sands of Time       | Sister Larissa                   | Gary Nelson            | Telefilme                                                                  |        |
| 1994 | The Next Karate Kid     | Louisa Pierce                    | Christopher Cain       |                                                                            |        |
| 1995 | Thunder in Paradise 3   | Cavanna                          | Douglas Schwartz       |                                                                            |        |
| 1997 | The Relic               | Mrs. Blaisedale                  | Peter Hyams            |                                                                            |        |
| 1998 | A Perfect Murder        | Sandra Bradford                  | Andrew Davis           |                                                                            |        |
| 2008 | The Awakening of Spring | Mrs. Gable                       | Arthur Allan Seidelman |                                                                            |        |
| 2013 | A Fuller Life           | Ella misma                       | Samantha Fuller        | Documental                                                                 |        |
| 2015 | Aghápe                  | Mature Leean                     | Radick Cembrzynski     | Cortometraje                                                               |        |
| 2018 | The Storyteller         | Rosemary                         | Joe Crump              |                                                                            |        |

### Televisión
| Año                                   | Título                                 | Papel                      | Notas |
| ------------------------------------- | -------------------------------------- | -------------------------- | --- |
| 1952                                  | Tales of Tomorrow                      | Martha                     | Episodio: "Seeing-Eye Surgeon" |
| 1957                                  | State Trooper                          | Doris Woodley              | Episodio: "Beef ala Murder" |
| 1958                                  | Mike Hammer                            | Jean Barr                  | Episodio: "Overdose of Lead" |
| 1957–1958                             | The Bob Cummings Show                  | Patricia Plumber           | Episodios: "Bob Gives Psychology Lessons" y "Bob's Forgotten Fiancée"                                                                   |
| 1960                                  | Adventures in Paradise                 | Laura Knight               | Episodio: "Sink or Swim" |
| 1961                                  | Zane Grey Theater                      | Beth Woodfield             | Episodio: "Knight of the Sun" |
| 1964                                  | The Outer Limits                       | Laura James                | Episodio: "The Duplicate Man" |
| 1965                                  | Bob Hope Presents the Chrysler Theatre | Louise Menke               | Episodio: "Exit from a Plane in Flight"                                                                                                 |
| 1961–1965                             | Perry Mason                            | Various roles              | 5 episodios |
| 1971–1972                             | Love Is a Many Splendored Thing        | Marian Hiller              | Serie regular |
| 1975                                  | Hawaii Five-O                          | Mrs. Thorncrest            | Episodio: "Death's Name Is Sam" |
| 1977                                  | Lanigan's Rabbi                        | Vinnie Barcas              | Episodio: "In Hot Weather, the Crime Rate Soars"                                                                                        |
| 1979                                  | The Rockford Files                     | IRS Agent Sally Sternhagen | Episodio: "The Big Cheese" |
| 1979                                  | Fantasy Island                         | Shirley Forbush            | Episodio: "Hit Man/The Swimmer" |
| 1981                                  | Fantasy Island                         | Maggie Dunphy              | Episodio: "Perfect Husband, The/Volcano"                                                                                                |
| 1982–1987                             | Capitol                                | Clarissa McCandless        | Serie regular |
| 1986                                  | On Wings of Eagles                     | Margot Perot               | Miniserie |
| 1987                                  | Murder, She Wrote                      | Margaret Witworth          | Episodio: "Murder, She Spoke" |
| 1988                                  | The Loner                              | Kate Shane                 | Piloto |
| 1987–1988                             | L.A. Law                               | Charlotte Kelsey           | Episodios: "Rohner vs. Gradinger" y "Full Marital Jacket"                                                                               |
| 1989                                  | MacGyver                               | Francine Leyland           | Episodio: "Ma Dalton" |
| 1989                                  | Midnight Caller                        | Teresa Chandler            | Episodio: "Blood Red" |
| 1990                                  | Designing Women                        | Louise Pollard             | Episodio: "The Mistress" |
| 1991                                  | Matlock                                | Alice Windemere            | Episodio: "The Suspect" |
| 1992                                  | Baywatch                               | Maggie James               | Episodio: "Sea of Flames" |
| 1992                                  | 2000 Malibu Road                       | Camilla O'Keefe            | Serie regular, 6 episodios |
| 1992                                  | Civil Wars                             | Harriet Guilford           | Episodio: "Das Boat House" |
| 1993                                  | Star Trek: Deep Space Nine             | Taxco                      | Episodio: "The Forsaken" |
| 1994                                  | Frasier                                | Clarice Warner             | Episodio: "Slow Tango in South Seattle"                                                                                                 |
| 1994                                  | Thunder in Paradise                    | Cavanna                    | Episodios: "Deadly Lessons: Part 1" y "Deadly Lessons: Part 2"                                                                          |
| 1994                                  | Silk Stalkings                         | Karen Krane                | Episodio: "Ask the Dust" |
| 1995                                  | Caroline in the City                   | Barbara                    | Episodio: "Caroline and the Folks" |
| 1995                                  | High Society                           | Boatie                     | Episodio: "Tomb with a View" |
| 1996                                  | The Young and the Restless             | Audrey North               | Papel recurrente |
| 1997                                  | Sunset Beach                           | Madame Julianna Deschanel  | Papel recurrente, 9 episodios |
| 1997–2007, 2009–2017, 2019–2020, 2022 | General Hospital                       | Helena Cassadine           | Serie regular (1997–2002), estrella invitada recurrente (2003–2022) Nominada: Premio Daytime Emmy al Villano Favorito de América (2002) |
| 1998                                  | Kelly Kelly                            | Kate                       | Episodio: "The Kilt Show" |
| 2000                                  | Providence                             | Candice Whitman            | Episodio: "Syd in Wonderland" |
| 2006                                  | Criminal Minds                         | Deb Mason                  | Episodio: "Riding the Lightning" |
| 2007                                  | The 4400                               | Audrey Parker              | Episodio: "Audrey Parker's Come and Gone"                                                                                               |
| 2009                                  | Cold Case                              | Caroline Kemp              | Episodio: "Libertyville" |
| 2013                                  | 1600 Penn                              | Bunny Thoroughgood         | Episodio: "So You Don't Want to Dance"                                                                                                  |
| 2014                                  | Men at Work                            | Mary                       | Episodio: "Suburban Gibbs" |
| 2016                                  | 11.22.63                               | Old Sadie Dunhill          | Episodio: "The Day in Question" |
| 2022                                  | 9-1-1: Lone Star                       | Helen Strand               | Episodio: "Shift-Less" |

## Créditos en teatro
| Año       | Título                         | Papel            | Notas | Ref.   |
| --------- | ------------------------------ | ---------------- | --- | ------ |
| 1960–1961 | Guys and Dolls                 | Sarah Brown      | Civic Light Opera Company, Los Ángeles, California                                                                                    | [ 29 ] |
| 1962      | Kismet                         | Lalume           | Producción itinerante en Estados Unidos                                                                                               |        |
| 1964      | Camelot                        | Guenevere        | Producción itinerante en Estados Unidos                                                                                               | [ 16 ] |
| 1964      | Kiss Me Kate                   | Lilli/Kate       | Producción itinerante en Estados Unidos                                                                                               |        |
| 1965      | 110 In The Shade               | Lizzie           | Kansas City Starlight Production | \|     |
| 1965      | Anya                           | Anya             | Ziegfeld Theatre, ciudad de Nueva York                                                                                                | [ 29 ] |
| 1966      | Show Boat                      | Julie            | New York State Theatre, ciudad de Nueva York                                                                                          | [ 31 ] |
| 1966      | Carousel                       | Julie Jordan     | City Center Theater, ciudad de Nueva York                                                                                             | [ 32 ] |
| 1967–1968 | The Sound of Music             | Maria Rainer     | City Center Theater, ciudad de Nueva York                                                                                             | [ 33 ] |
| 1967      | Dumas and Son                  | Marie            | Los Angeles Civic Light Opera | [ 16 ] |
| 1968      | The King and I                 | Anna Leonowens   | City Center Theatre, ciudad de Nueva York                                                                                             | [ 16 ] |
| 1969      | Catcus Flower                  | Stephanie        | Pocono Playhouse, Mountainhome, PA | [ 16 ] |
| 1970      | The Sound Of Music             | Maria            | Jones Beach Theater, Long Island | [ 16 ] |
| 1970      | The Engagement Baby            | Vivian Whitney   | Helen Hayes Theatre, ciudad de Nueva York                                                                                             | [ 29 ] |
| 1971      | Ari                            | Kitty Fremont    | Mark Hellinger Theatre, ciudad de Nueva York                                                                                          | [ 29 ] |
| 1972      | The King and I                 | Anna Leonowens   | Jones Beach Theater, Long Island | [ 16 ] |
| 1972      | I Do! I Do!                    | Agnes            | Chateau de Ville, John Raitt Saugus, Massachusetts                                                                                    | [ 16 ] |
| 1973      | I Do! I Do!                    | Agnes            | Meadowbrook Dinner Theatre Van Johnson, Cedar Grove, New Jersey                                                                       | [ 16 ] |
| 1973      | The Sound of Music             | Maria Rainer     | Pittsburg CLO, Heinz Hall, Pittsburgh, PA                                                                                             | [ 33 ] |
| 1973      | The King and I                 | Anna Leonowens   | State Fair Music Hall, Dallas, Texas                                                                                                  | [ 16 ] |
| 1973      | My Fair Lady                   | Eliza Doolittle  | Indianapolis, Indiana | [ 16 ] |
| 1973      | Mame                           | Mame             | Springfield, Missouri | [ 16 ] |
| 1973      | The Desperate Hours            | Eleanor Hilliard | Arlington Park, Illinois | [ 16 ] |
| 1974      | Oh Coward!                     |                  | Westport Country Playhouse, Westport, Connecticut                                                                                     | [ 16 ] |
| 1974      | Oklahoma                       | Laurie           | Kansas City Starlight Production | \|     |
| 1974      | I Do! I Do!                    | Agnes            | Various with Theodore Bikel, Summer, National Tour                                                                                    | [ 16 ] |
| 1975      | Rogers and Hart!               |                  | Westwood Playhouse, Los Ángeles, California                                                                                           | [ 16 ] |
| 1976–1979 | The King and I                 | Anna Leonowens   | Uris Theatre,1976 Summer National Tour 07/26/1976 -10/03/1976. 05/02/1977 -12/30/78 New York City, 01/02/1979 -4/22/79 Chicago and LA | [ 29 ] |
| 1980      | The Sound of Music             | Maria Rainer     | Jones Beach Theater, Long Island | [ 34 ] |
| 1987      | 42nd Street                    | Dorothy Brock    | Heritage Forum, Anaheim | [ 29 ] |
| 1989      | Steel Magnolias                | M'Lynn           | Royal George, Chicago | [ 29 ] |
| 1991      | The Speed of Darkness          |                  | Associate producer Belasco Theatre, New York City                                                                                     | [ 29 ] |
| 1995      | Follies                        | Phyllis Stone    | Theatre Under the Stars, Houston, Texas 5th Avenue Theatre, Seattle, Washington                                                       | [ 16 ] |
| 1998      | Something Wonderful            |                  | McCallum Theatre, Palm Desert, California                                                                                             | [ 16 ] |
| 2008      | Six Dance Lessons in Six Weeks | Lilly Harrison   | Falcon Theatre, Los Angeles, California                                                                                               | [ 16 ] |